# Ylinenrivier (Pajala)
Ylinenrivier  (Zweeds – Fins: Ylinenjoki) is een rivier, die stroomt in de Zweedse  gemeente Pajala. De rivier ontvangt haar water uit de moerassen gelegen ten noordwesten van het Kitkiöjärvi. Ze stroom naar het zuidzuidoosten en is circa veertien kilometer lang.
Ylinen kan gezien worden als "noordelijk". De rivier is de noordelijkste van de drie rivieren, die het Kitkiöjärvi instromen. Zuidelijk van haar stroomt de Keskinenrivier; nog zuidelijker de Kenttärivier.
De rivier ontspringt niet ver van de bron van de Aljunrivier, die echter noordwaarts stroomt.
Afwatering: Ylinenrivier → (Kitkiöjärvi) → Kitkiörivier → Muonio → Torne → Botnische Golf